# Arquidiócesis de Traianópolis en Ródope
La Sede titular de Traianopolis in Rhodope es una Diócesis titular católica.

## Episcopologio
- Niccolò Paolo Andrea Coscia (26 de junio de 1724 - 23 de julio de 1725)
- Francesco Scipione Maria Borghese (8 de marzo de 1728 - 25 de septiembre de 1752)
- Pietro de Carolis (18 de septiembre de 1729 -)
- Francisco de Solís Folch de Cardona (20 de enero de 1749 - 25 de septiembre de 1752)
- Niccolò Oddi (14 de enero de 1754 - 20 de febrero de 1764 )
- Alexandre-Angélique Talleyrand de Périgord (1 de diciembre de 1766 - 27 de octubre de 1777)
- Pierre-François-marciales de Loménie (15 de diciembre de 1788 - 10 de mayo de 1794)
- Giuseppe Carrano (20 de julio de 1801 -)
- Hyacinthe-Louis de quelen (17 de diciembre de 1819 - 20 Oct 1821)
- Antonio María Claret y Clará, CMF (15 de julio de 1860 - 24 de octubre de 1870)
- Serafino Milani, OFM (23 de enero de 1874 - 21 de diciembre de 1874)
- Ignazio Ghiurekian (2 de mayo de 1877 - 3 de diciembre de 1921)
- Augusto Giuseppe Duc (19 de diciembre de 1907 - 14 de diciembre de 1922)
- Ismael Perdomo Borrero (5 de febrero de 1923 - 2 de enero de 1928)
- Fabio Berdini (1928 - 22 de marzo de 1930)
- Giacinto Gaggia (29 de marzo de 1930 - 15 de abril de 1933)
- Mario Zanin (28 de noviembre de 1933 - 4 de agosto de 1958)
- Albert-Pierre Falière, MEP (19 de diciembre de 1959 - 12 de enero de 1968 )
- vacante